# Dialetti della Tuscia
I dialetti della Tuscia appartengono al gruppo dei dialetti para-mediani e sono parlati in tutta la provincia di Viterbo e in parte della provincia di Grosseto e della città metropolitana di Roma.
I dialetti della Tuscia viterbese sono molto simili ai dialetti para-mediani dell'Umbria nord-occidentale, in particolare ai dialetti della zona di Orvieto, Amelia e Todi.

## Premessa
I dialetti hanno alcune caratteristiche peculiari come:
1. Aferesi: caduta di uno o più suoni all'inizio di parola es. nverno 'inverno'
2. Sincope: caduta di un suono o di gruppi di suoni all'interno di una parola es. spirto 'spirito'
3. Apocope: caduta di un fonema alla fine di una parola es. fior 'fiore'
4. Metatesi: trasposizione di fonemi all'interno di una parola es. grolia 'gloria', drento 'dentro', crompo 'compro', cerqua 'quercia', zoppo 'pozzo'
5. In molti dialetti risulta un'assimilazione dei nessi ND > nn e MB > mm
6. In alcuni dialetti la s a inizio parola si trasforma in zz ad esempio: e zzale invece che il sale, i zzole invece che il sole.
7. In molti dialetti, gli e li all'interno di una parola diventano j come fojo invece che foglio, ojo invece che olio.
8. In alcuni paesi la f a inizio parola diventa v
9. In alcune parole avviene il troncamento, come nelle parole mamma e papà che diventano mà e pà
10. Spesso la locuzione verbo stare + gerundio si sostituisce con verbo stare + a (preposizione) + infinito, ad esempio sto a magnà 'sto mangiando , sto a curì 'sto correndo'
11. Il dittongo uo si trasforma spesso in o
12. Alcune pronunce vocaliche diverse rispetto all'italiano parlato a Roma, ed in alcuni casi anche rispetto all'italiano standard, quali ad esempio "nòme", "gònna", "scèndere", "bistècca", nonché i suffissi in "-èsimo", ecc.

## Diffusione e classificazione
I dialetti della Tuscia pur essendo molto simili tra di loro presentano alcune differenze per cui sono classificabili in 3 sottogruppi principali:

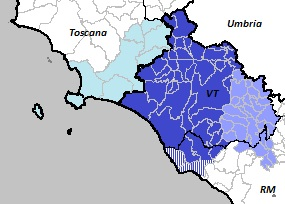
Mappa dei dialetti della Tuscia

1. Sottogruppo nord-orientale o falisco: comprende i comuni ad est di Viterbo fino alle porte con Roma, in particolare San Martino al Cimino, Orte, Vasanello, Vignanello, Soriano nel Cimino, Canepina, Fabrica di Roma, Corchiano, Civita Castellana, Faleria, Nepi, Sutri, Ronciglione, Capranica, Bassano Romano in provincia di Viterbo e la zona di Trevignano Romano, Magliano Romano, Mazzano Romano in provincia di Roma (in azzurro). Questi dialetti presentano caratteristiche intermedie tra i dialetto sabino e il dialetto viterbese. L'articolo può essere lo, i, o o e.
2. Sottogruppo viterbese: parlato nella maggior parte della provincia di Viterbo e nella città di Viterbo (in blu) ha molte caratteristiche in comune con il dialetto di Orvieto, ed è considerato, proprio come quest'ultimo, un dialetto umbro e non appartenente quindi alle parlate laziali. La caratteristica principale è che il plurale maschile assume la terminazione -e, ad esempio  'l fijo al plurale diventa le fije, anche la -i in altre parole viene pronunciata e come poe che significa poi, lue che significa lui, eccetera. Anche nei comuni della provincia di Roma di Allumiere, Tolfa e Canale Monterano si parla storicamente questo dialetto, così come pure a Civitavecchia e Santa Marinella il dialetto antico era di stampo viterbese, oggi però, in tutte queste località, è in realtà molto più diffuso il romanesco.
3. Sottogruppo occidentale: comprende i dialetti della parte orientale e meridionale della provincia di Grosseto, nella Regione Toscana, in particolare l'area dell'Argentario, l'area del tufo e la zona del monte Amiata (in celeste). Questi dialetti sono maggiormente influenzati dai dialetti toscani, tanto da essere considerati parte di essi, e vengono generalmente inseriti nel sottogruppo grossetano-amiatino (comunemente maremmano).[1]

Il dialetto viterbese cittadino si è ben distribuito nei comuni limitrofi e lontani della provincia a causa della forte espansione cittadina: questo ha portato una certa poliglossia nei centri minori che mantengono viva fino ad oggi ognuno la propria forma dialettale.

## Caratteristiche del dialetto viterbese cittadino
Nel viterbese cittadino le 'i' finali dei verbi della seconda e terza persona singolare diventano "e" aperte mutando anche la composizione della parola
esempio: conosche 'conosci', capische 'capisci', ggiuche 'giochi', vene 'vieni', sale 'sali', scegne 'scendi', porte 'porti' ecc.;
Questo fenomeno, in alcuni paesi come Montefiascone, si applica anche per il plurale di una cosa, animale o persona con la sostituzione dell'articolo 'i' con l'articolo 'le' (esempio: le sasse 'i sassi', le baffe 'i baffi', le fasciole 'i fagioli', le cunije 'i conigli', le piccione 'i piccioni', le cignale 'i cinghiali', le carabbiniere 'i carabinieri', l'ommine 'gli uomini') e anche per l'aggettivo in tutte le sue forme (es. le fasciole accunnite 'i fagioli conditi', l'arbere pizzute 'i cipressi', l'ommine stanche 'gli uomini stanchi', le capelle rosce 'i capelli rossi').

### Caratteristiche mediane (ossia umbro/marchigiane/laziali) nel dialetto viterbese
1. assimilazione nei nessi ND > "nn", MB > "mm", UO > "o". Es. monno 'mondo', ova 'uova'.
2. Trasformazione della finale -i latina in -e 'come ad Orvieto'.
3. la presenza di 'j' in corrispondenza dell'italiano 'gl' (ʎ), es. ajo 'aglio'; raschjà 'raschiare'. Talvolta può esistere anche nella forma 'jj' e 'jjj' (es. raschjamàjjene, 'radimadia'; adèjjjolo, 'eccolo').
4. l'articolo maschile singolare 'lo' in alcuni casi diventa 'lu' (es. lu schienale 'lo schienale'), molto spesso, però, rimane semplicemente '‘l.

### Caratteristiche toscane del dialetto viterbese
1. l'abbreviazione delle prime persone singolari al presente es. fò 'faccio', vò 'vado'.
2. Aggettivi possessivi sono preceduti dagli articoli 'il, la, le' in tutte le forme 'aggettivo spagnolo' (es. la mi mà 'mia madre', ‘l tu motorino 'il tuo motorino', ‘l su bà(bbo) 'suo padre').
3. La perdita della desinenza -re dell'infinito. Nella prima e terza desinenza si aggiunge un accento all'ultima lettera, mentre per la seconda l'accento si sposta spesso nella prima vocale. (es. andà, annà o ‘nnà 'andàre', pèrde 'pèrdere', finì 'finìre', magnà 'mangiàre').
4. Aggiunta dell'articolo prima del nome proprio femminile o maschile es. 'l Carlo, la Giovanna ecc.
5. L'articolo maschile singolare 'il' viene troncata la vocale diventando 'l', ad esempio: 'l micio 'il gatto', 'l cavallo 'il cavallo' ecc. (come ad esempio a Latera, il paese più vicino alla Toscana).

### L'articolo
Le principali differenze tra i vari sottogruppi dei dialetti della Tuscia sono proprio nella formulazione degli articoli. In particolare l'articolo determinativo maschile è lo oppure  'o nella zona dell'agro falisco, come a Civita Castellana, diventa invece ill'  o il o  'l nel dialetto viterbese, passa ad er nella zona sud-orientale, nei pressi di Civitavecchia, dove si fa forte l'influenza del romanesco, e in i con l'aggiunta della doppia consonante nella parola che segue l'articolo, ad esempio i ppane, i ccane, a oriente della provincia in questione, in particolare a Vignanello dove è usato anche al posto dell'articolo determinativo lo (i zzio, i stennipanni), e per finire diviene e a Canepina.

### Le preposizioni semplici e articolate
1. La pronuncia degli articoli sia nella forma semplice che articolata assume un suono stretto e corto, mai prolungati.
2. Le preposizioni semplici: i 'di', a 'a', da 'da', in 'in', co a volte anche nco 'con', su 'su', pe 'per', ntra 'tra', nfra 'fra'.
3. In alcuni dialetti si ha la seguente trasformazione della preposizione articolata. 'DI': du 'del, dello', da 'della', de 'delle', di 'degli, dei'; ad esempio: du cà 'del cane', de pere 'delle pere', di patri 'dei padri'; la preposizione 'di' nelle sue varie forme articolate diventa 'ill', ad esempio ill'ommino 'dell'uomo', ill'anima 'dell'anima'.
4. In alcuni paesi, vi è una trasformazione della preposizione articolata, aggiungendo una doppia 'm'. Ammu 'al, allo, alla', alle 'amme', ammi 'agli, ai' es. ammu cà 'al cane', ammi cà 'ai cani', ammu spito 'allo spiedo', ammi spiti 'agli spiedi', amma mate 'alla madre', davanti alla vocale la preposizione articolata 'agli' diventa 'all'es. all'omini 'agli uomini'.
5. Qualche volta la preposizione articolata 'DA': du 'dal, dallo', di 'dagli, dai', da 'dalla', de 'dalle' es. du ca 'del cane', di 'dai cani', da mate 'dalla madre', de mate 'dalle madri', dall'ommini dagli uomini (davanti a vocale).
6. Qualche volta nella preposizione articolata 'IN': li nu 'nel, nello', li na 'nella, li ne 'nelle', li ni 'nei, negli' es. li nu scudo 'nello scudo', li na casa 'nella casa', li ni campi 'nei campi', li nill'ommino 'nell'uomo'. Oppure "ne" (es. ne’ sta... = in questa...)
7. La preposizione articolata 'CON': cu 'con lo', ca 'con la', ch'e 'con le', ch'i 'con gli'. Oppure co’ ‘ll 'con il', co’ 'lla 'con la', co’ ‘lli 'con gli', co’ ‘lle 'con l'e'.
8. La preposizione articolata 'SU': su nu 'sul, sullo', su na 'sulla', su ne 'sulle', su ni 'suoi, sugli' es. su nu castello 'sul castello', su na casa 'sulla casa', su ni castelli 'sui castelli', mentre davanti ai nomi pronunciati per vocale es. su nill'ommini 'sugli uomini', su nill'anime 'sulle anime'.
9. La preposizione articolata 'PER': pu 'per lo', pa 'per la', pi 'per gli', pe 'per le', pu o pi 'per il'.
10. La preposizione articolata 'TRA': la preposizione tra qualche volta diventa ntra.
11. La preposizione articolata 'FRA': la preposizione fra qualche volta diventa nfra.